# Hyposoter rubraniger
Hyposoter rubraniger är en stekelart som först beskrevs av Lopez Cristobal 1947.  Hyposoter rubraniger ingår i släktet Hyposoter och familjen brokparasitsteklar. Inga underarter finns listade i Catalogue of Life.